# Oregon Route 104
Az Oregon Route 104 (OR-104) egy oregoni állami országút, amely észak–déli irányban a 101-es szövetségi országút warrentoni lehajtójától a Hammond kerületi Lake Drive-ig halad.
A szakasz Fort Stevens Highway No. 104 néven is ismert.

## Leírás
A szakasz a 101-es szövetségi országút warrentoni lehajtójánál indul északnyugati irányban. Egy északkeleti kanyar után az astoriai kereszteződést elhagyva az út Warrentonba érkezik, ahol északra-, majd északnyugatra fordulva Hammond kerületbe érkezik; az út itt, a Lake Drive-ba torkollva ér véget.
A délnyugati 16. sugárút és a 101-es út astoriai lehajtója között fut a Fort Stevens Spur No. 104Y és Fort Stevens Spur No. 485 néven is ismert 104S jelű elkerülőút.

## Fordítás
- Ez a szakasz részben vagy egészben  az   Oregon Route 104 című angol Wikipédia-szócikk Spur route című fejezete ezen változatának fordításán alapul.  Az eredeti cikk szerkesztőit annak laptörténete sorolja fel. Ez a jelzés csupán a megfogalmazás eredetét és a szerzői jogokat jelzi, nem szolgál a cikkben szereplő információk forrásmegjelöléseként.